# Filippo Amadei
Filippo Amadei   (Reggio de l’Emília, 1675 - 1730) va ser un compositor italià de Reggio Emilia, que va estar actiu a Roma i Londres.
Sembla que va treballar com a compositor de cantates, oratoris i com a violoncel·lista del cardenal Ottoboni de 1690 a 1711, any del seu oratori Teodosio il giovane (1711), després de nou de 1723 a 1729.
Del 1719 al 1722 va estar a Londres, on va escriure el primer acte de l'òpera Muzio Scevola (1721), amb el segon acte de Giovanni Bononcini i el tercer de Georg Friedrich Händel.

## Obres
Oratori
- Teodosio il giovane Roma, 1711 sobre la història de l'emperador romà d'Orient Teodosi II (401-450)

Òperes
- Arsace Londres, Royal Academy of Music, 1 de febrer de 1721.
- Muzio Scevola Act 1, Londres, Royal Academy of Music, 15 d'abril de 1721.

## Enregistraments
- Muzio Scevola. Palmer.
- Handel's Rivals